# 池田一樹
池田 一樹（いけだ かずき）は、農林水産技官、獣医師。農林水産省大臣官房審議官や、農林水産消費安全技術センター理事、農林水産省消費・安全局長、農林水産省顧問等を歴任した。

## 人物・経歴
東京都出身。1981年東京農工大学農学部獣医学科卒業、農林水産省入省。獣医師国家試験合格。消費・安全局畜水産安全管理課長、大臣官房審議官を経て、2015年農林水産消費安全技術センター理事。2017年から消費・安全局長を務め、加計学園問題の対応にあたるなどした。2019年定年退官。後任局長の新井ゆたかが事務官であったことから、定年後も農林水産省に顧問として残り、豚熱問題への対処を行った。2020年公益社団法人日本動物用医薬品協会理事長。